# Troll

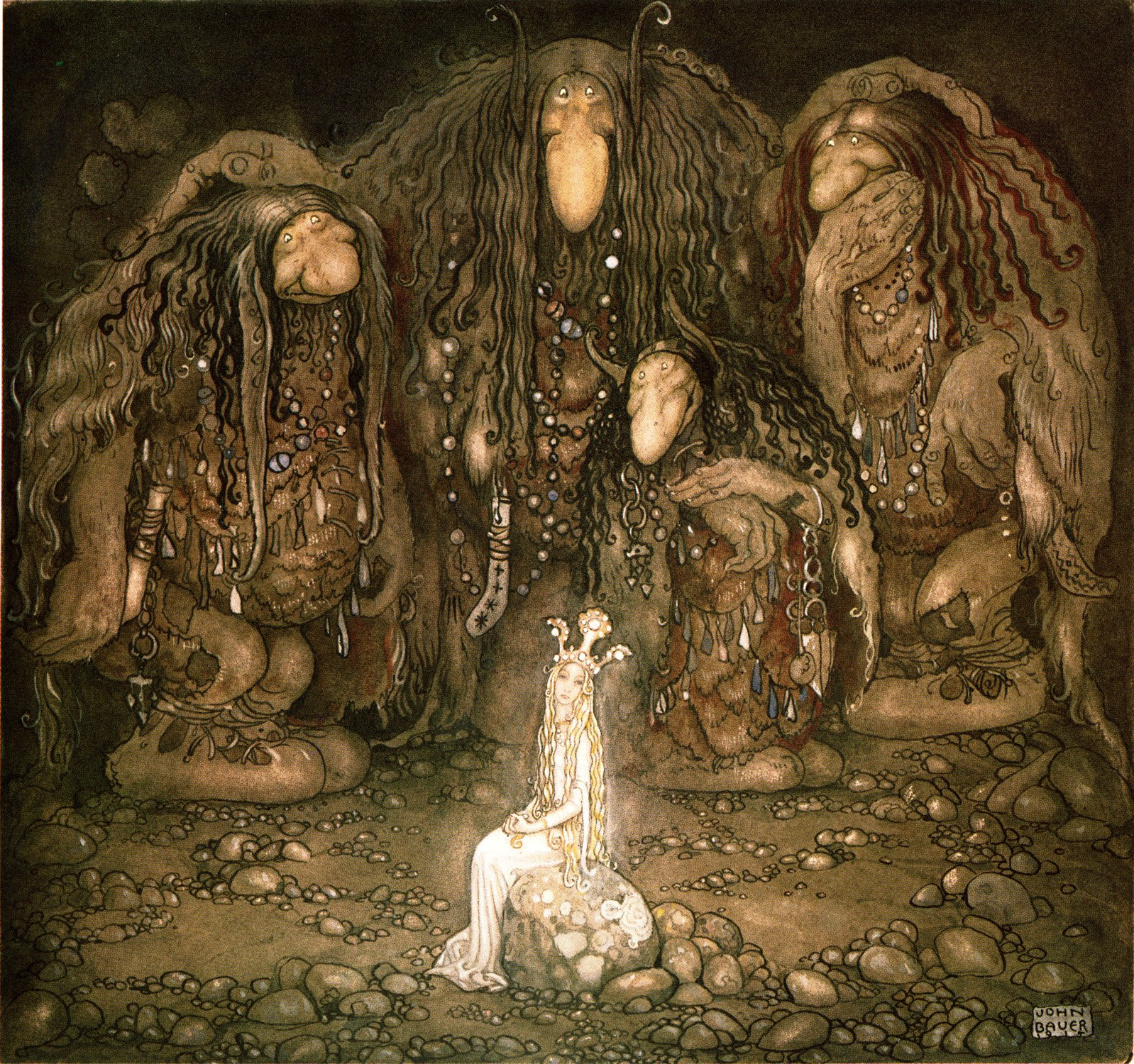
Hercegnő a trollok között – a svéd John Bauer festménye 1915-ből

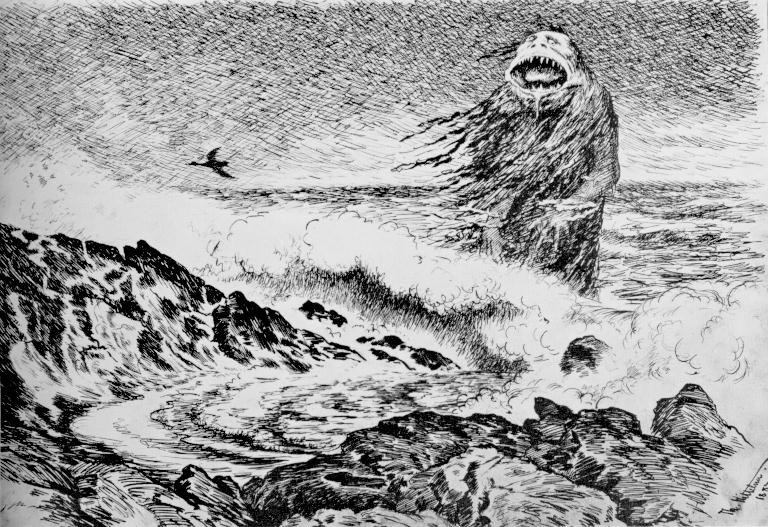
Tengeri troll – a norvég Theodor Kittelsen ábrázolásában 1887-ből

A troll egy misztikus, félelmetes lény. A skandináv mitológiában antropomorf szereplő, ám az irodalomban nagyon sok helyen jelenik meg különböző formákban és szerepekben. Ilyen lehet a gonosz, undorító orkszerű kép vagy a primitív, de emberszerű elképzelés, amely szerint ezek a vad lények földalatti barlangokban és hasonló helyeken élnek. Az orkney és shetlandi mesékben a trollok trow néven szerepelnek, az északi kultúrkörből, a vikingektől átvett jelenségként.
Az északi irodalom és más művészeti ágak a romantika óta különböző módokon jeleníti meg a trollokat, gyakran „bennszülött” fajként, nagy fülekkel és orral. Innen kerültek be a trollok világszerte a fantasyirodalomba és a szerepjátékokba. A trollfigurák igen gyakoriak a skandináv szuvenírek között, valamint az erdők világát ábrázoló (karácsonyi) képeslapokon.
Az troll alakja angol nyelvterületen George Webbe Dasent fordításai nyomán vált ismertté, főleg a The Three Billy-Goats Gruff c. történet alapján, amelyben a troll egy híd alatt él.   
Szerepelnek a trollok két igen népszerű 20. századi műben, a Harry Potter-könyvekben és A Gyűrűk Urában. Mindkettőben óriás termetű, lomha, ostoba, agresszív lénynek ábrázolják őket. Egy különbség van csupán köztük: A Gyűrűk Ura köteteiben gonosz erőként, melyet a sötét hatalom teremtett, míg a varázsvilágban játszódó Harry Potter sorozatban védelemre kiképezhető teremtményként szerepelnek.
A trollok szerepelnek a Korongvilág könyvsorozatban is, amelyben kőevő óriásoknak ábrázolják őket. A trollok egy része beilleszkedett az emberi társadalomba és testőrként dolgozik. Külön faj a tengeri troll, amely nem a Korongvilágról származik, csupán leesett a saját világának szélén, és a Korongon ért földet. A tengeri trollok teste 100%-ban vízből áll.
A trollok a Warcraft számítógépes játék-sorozatban is szerepelnek, amelyben azok törzsi körülmények között élő teremtményeknek ábrázolják őket. Itt, csakúgy, mint A Gyűrűk Ura fantáziavilágában, legyőzendő, erős lényekként tűnnek fel.
A trollok ezenkívül feltűnnek a Szirt krónikái című könyvsorozatban is. A Szirt-beli trolloknak számos faja van, melyek gyakran jelentősen eltérnek a hagyományos trolloktól (a fatrollok pl. inkább törpékhez hasonlítanak), míg mások jobban hasonlítanak rájuk (pl. a lapítroll). A hagyományos trollok Szirt-beli megfelelői a trogok.
A Tove Jansson által megalkotott Múmin család tagjai szintén trollok.